# قائمة محركات الطائرات في ألمانيا خلال الحرب العالمية الثانية
هذه قائمة بجميع المحركات الألمانية بما في ذلك جميع محركات الطائرات، ومحركات الصواريخ، والطائرات النفاثة، وأي محركات كهربائية أخرى، إلى جانب وصف أساسي للغاية. ويشمل محركات تجريبية وكذلك تلك التي وصلت إلى حالة الإنتاج.
استخدمت وزارة طيران الرايخ نظام تعيين داخليًا يتضمن رقم بادئة يشير إلى نوع المحرك، 9 لمحركات المكبس و109 للطائرات والصواريخ، متبوعًا برمز الشركة المصنعة، متبوعًا برقم سلسلة المحرك. على عكس تسميات محركات المكبس ذات التسعة مسبقة الكسب، فإن السلسلة 109 من الدفع التفاعلي، النفاثة التوربينية، المروحية التوربينية ومحركات الصواريخ، اللواحق العددية ذات الثلاثة أماكن لم يكن لديها «التزام ثابت» بأي مصنع واحد.
- 090–099 - مصانع صغيرة مختلفة
- 1 - شركة المحركات البافارية؛ تغير فيما بعد إلى 800 كتلة
- 2 - يونكرز Flugzeug- und Motorenwerke AG
- 3 - بي إن دبليو-Flugmotorenwerke Brandenburg GmbH (BMW-Bramo)
- 4 - شركة Argus-Motoren GmbH
- 5- شركة هاينكل هيرث للمحركات
- 6 - دايملر بنز إيه جي
- 7 - Brueckner أو Klöckner-Humboldt-Deutz AG
- 8 - Bayerische Motorenwerke GmbH (BMW)

باستخدام هذا النظام، سيُعرف محرك BMW الشهيرة المستخدمة في فوك وولف فو 190 باسم 9-801 . ومع ذلك، لم يتم استخدام هذا النظام على نطاق واسع، حتى داخل وزارة طيران الرايخ، وكان الاسم الشائع الذي يتكون من اسم الشركة المصنعة (غالبًا ما يختصر) متبوعًا برقم الطراز أكثر شيوعًا. تستخدم القائمة أدناه سيارة بي إم دابليو 801 الشائعة بدلاً من 9-801 الرسمية.
غالبًا ما يتم سرد المحركات التي تم إنتاجها قبل إنشاء نظام تعيين وزارة طيران الرايخ باستخدام نفس المصطلحات الأساسية. لذا في حين يمكن الإشارة إلى محرك ما بين الحربين أرغوس 10 اسم As 10، إلا أنه ليس من الصحيح تسميته 9-10، لكن هذا التصنيف لم يطبق أبداً.
استخدمت لوفت فافه أيضًا محركات من فرنسا، ولا سيما Gnôme-Rhône 14 لطائرة الهجوم الأرضي هينشيل أتش أس 129 وناقلات مسرشميت مي 323 "Gigant".
المحركات البارزة:
بي ام دبليو 003 بي ام دبليو 801 HWK 109-509

## محركات المكبس (المحركات)

### أرغوس موتورن
- أرغوس إيه أس 8 - تبريد الهواء، 4-inline
- أرغوس إيه أس 10 محرك V-8 مبرد بالهواء، ومقلوب
- أرغوس إيه أس 401 ثماني سلندرات
- أرغوس إيه أس402
- أرغوس إيه أس 410، 12 أسطوانة، تبريد الهواء
- أرغوس إيه أس 411 تطوير أكبر لـ 410
- أرغوس إيه أس 412 H-block development of 410
- أرغوس إيه أس 413

### بي ام دبليو برامو
- برامو 323 - 9 سلندر مبرد

### يونكرز
سيمنز - شوكيرت ويرك